# لا كروس (كانتون)
لا كروس (بالإسبانية: La Cruz)‏ و هو الكانتون العاشر من محافظة غواناكاسته في كوستاريكا. و يغطي الكانتون مساحة 1,383.90 كم مربع،
كما يقارب عدد سكانه 18,004 نسمة.
و تدعى مدينته الرئيسية بـلا كروس أيضا.
يقع الكانتون في شمالي الدولة، ويشمل ساحل المحيط الهادئ من الحدود مع نيكاراغوا و جنوبا إلى بايا نانسيتيه بما فيها جزيرة سانتا إيلينا.
تم تأسيس هذا الكانتون في 23 تموز 1969.

## المقاطعات
يتألف الكانتون من أربع مقاطعات و هي :
1. لا كروس
2. سانتا سيسيليا
3. لا غاريتا
4. سانتا إيلينا